# Emirado de Córdova
O Emirado de Córdova (em árabe: أمير قرطبة; romaniz.:  Imārat Qurṭuba) foi um emirado independente fundado na Península Ibérica por Abderramão I, existindo entre 756 e 929. Esteve entre os principais poderios do oeste islâmico de sua época, juntamente com os rustâmidas e o idríssidas.

## Antecedentes Históricos
Sob o Califado Omíada, razias foram perpetradas na parte sul da península ibérica contra os visigodos. Em abril de 711, o comandante berbere Tárique cruzou o estreito que separa a península do continente africano. Desse evento, dá-se o nome atual daquela localidade, em árabe: جبل طارق; romaniz.:  Jabal Ṭāriq, montanha de Tárique. Rodrigo, rei dos visigodos desde 710, foi ao encontro das forças muçulmanas, batalha essa que antecedeu a total derrocada dos visigodos na península e abriu caminho aos invasores muçulmanos.

## A Conquista Muçulmana
A rápida expansão do califado na península ibérica entre os anos de 711 e 718 fizeram com que a mesma se constituísse em um dos vilaietes do Califado Omíada. As primeiras forças do domínio eram formados por árabes, sírios e berberes, que instalaram-se tanto na zona rural quanto na urbana, mas a divisão étnica não deixou de existir, sendo fonte de profundas disputas armadas.

## O Exílio Omíada
As disputas no Levante ocasionam, em 750, a queda do Califado Omíada. A nova dinastia reinante, os Abássidas, decretam a morte de todos os membros da família omíada. Entretanto, seis anos depois, Abderramão I desembarcou em Al-Andaluz e proclamou-se emir depois de conquistar Córdova. A unificação política peninsular, entretanto, aconteceu apenas em 781, depois de capturar Saragoça e Pamplona. 

Verifica-se o estabelecimento da supremacia política dos muçulmanos no novo estado, suplantando o cristianismo visigodo. Supremacia explícita, por exemplo, por via da seguinte cunhagem islâmica do século VIII, das moedas de Abderramão I:
| “ | Deus é um, Deus é eterno; não é Pai, nem Filho, nem tem outro semelhante. | ” |

Sob o reino de Abderramão II prossegue a islamização da península. Os cristãos sob jugo muçulmano dessa época viriam a ser chamados de moçárabes. Estes continuaram a ser a maioria da população até pelo menos o século X.
Em 929, Abderramão III procura impor sua autoridade frente a constante decadência política do emirado, proclamando-se califa e estabelecendo o Califado de Córdova.